# جوشکاری تیگ

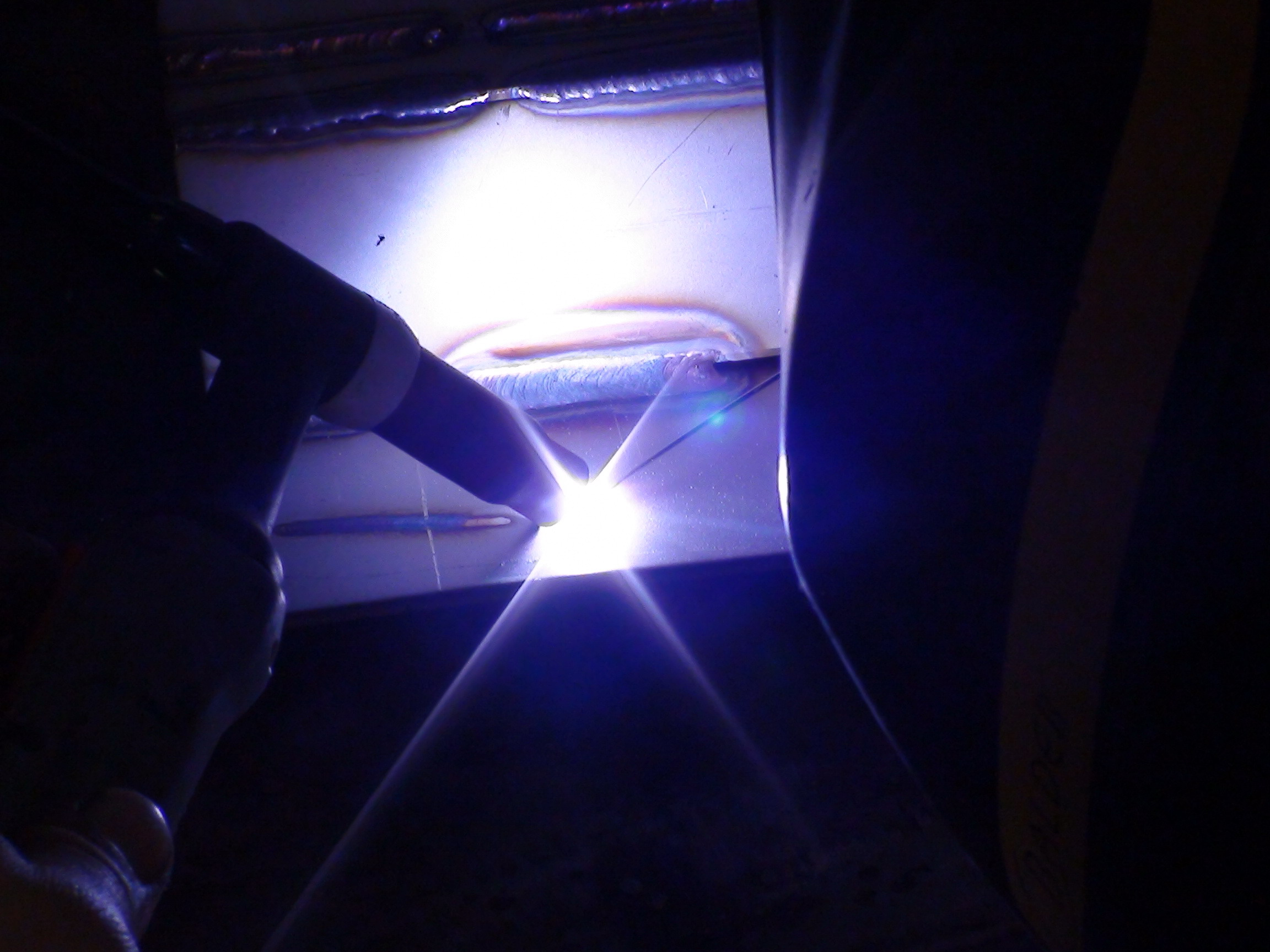
جوشکاری تنگستن گاز محافظ. در این روش جوشکاری میله نازک تنگستنی وظیفه ایجاد قوس الکتریکی را داشته و خود ذوب نمی‌شود. برای پر کردن شیار از یک سیم جوش که با دست دیگر کنترل می‌شود استفاده می‌شود. در این روش برای محافظت حوضچه مذاب در مقابل اکسایش از گاز خنثی استفاده می‌شود. این گاز خنثی معمولاً گاز آرگون است. به همین دلیل در ایران بیشتر به این روش جوشکاری، جوش آرگون گفته می‌شود.

جوشکاری تیگ (Tungsten Inert Gas) یا جوشکاری تنگستن گاز خنثی، یکی از مهم‌ترین روش‌های جوشکاری در صنایع مختلف کوچک و بزرگ پتروشیمی، نظامی، دریایی، هوایی، نیروگاه‌های برق و … است. در ایران بیشتر با نام اختصاری و متداول جوش آرگون شناخته می‌شود. دلیل این نامگذاری بیشتر به خاطر استفاده از گاز آرگون در این فرایند جوشکاری است.
از فرایند جوشکاری TIG می‌توان برای جوشکاری فلزات سخت و غیر سخت، آهنی و غیر آهنی در تمام ضخامت‌ها استفاده کرد. با استفاده از این نوع جوشکاری می‌توان جوشکاری صفحات نازک و ظریف (به عنوان مثال: آلومینیومی) تا لوله‌های تحت فشار را انجام داد. در این روش قوس و حوضچه مذاب کاملاً آشکار و قابل مشاهده است. در دهه ۱۹۲۰ کوشش شد تا قوس و حوضچه مذاب را در مقابل اتمسفر محافظت کنند تا جوشکاری کاملاً ایده‌آل انجام گیرد. ظهور الکترودهای روپوش‌دار در آن دهه مسئله محافظت را منتفی کرد. اما به دلیل به وجود آمدن برخی مشکلات در دهه ۱۹۳۰، جوشکاری با گاز خنثی و الکترود تنگستن (TIG) ابداع شد که شروع روش جوشکاری با محافظت گاز بود. این روش با وجود اینکه بسیار کند پیشرفت کرد ولی در دهه ۱۹۴۰ توسعه پیدا نمود.

## اصول جوشکاری قوس تنگستن تحت پوشش گاز محافظ
در میان انواع فرایندهای اتصال فلزات، فناوری جوشکاری و روش‌های مختلف آن به دلیل قابلیت‌های خاص و تنوع در عملکرد، جایگاه خاصی را به خود اختصاص داده‌است. در استانداردهای مطرح و مرتبط این رشته، از فرایند جوشکاری تحت عنوان فرایند خاص یاد شده‌است. فرایند خاص به فرایندی گفته می‌شود که کیفیت و نتیجه آن وابستگی بسیاری به مهارت اپراتور آن داشته و جهت اجرای آن به دستورالعمل‌های تأیید شده نیاز باشد.

طرحواره جوشکاری TIG

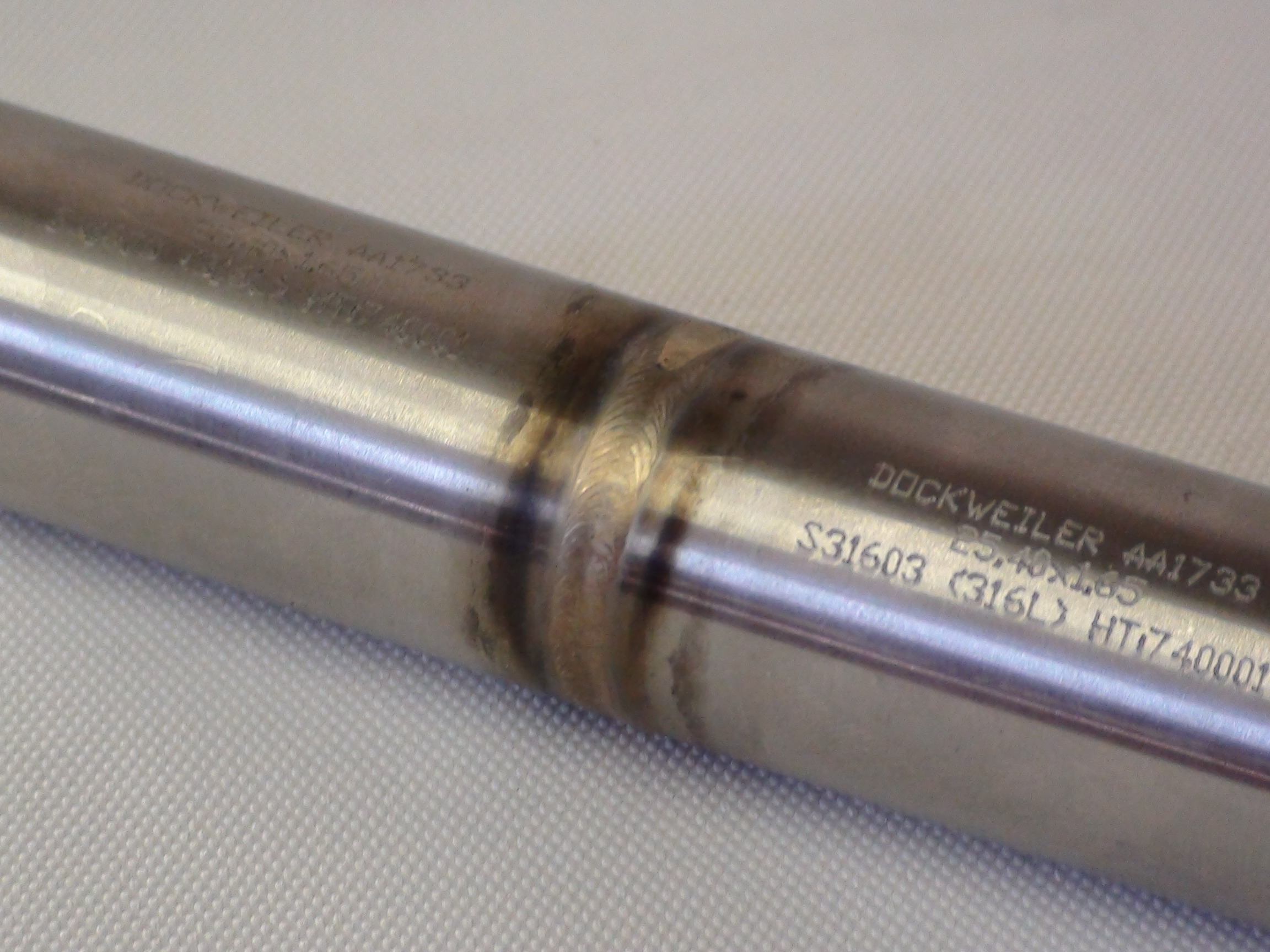
نمونه جوشکاری به‌روش TIG

در این فرایند عمل جوشکاری توسط حرارت ناشی از قوس الکتریکی بین یک الکترود مصرف نشدنی از جنس تنگستن (یا آلیاژ آن) و قطعه کار صورت می‌پذیرد. الکترود، قوس الکتریکی و منطقه حوضچه مذاب توسط یک گاز محافظ (آرگون، هلیم، مخلوط هر دو گاز یا مخلوط هر یک از دو گاز با گاز هیدروژن) در برابر اتمسفر محافظت می‌شود.
استفاده از گازهای آرگون و هلیم به علت خاصیت خنثی بودن این گازها است. گازهای خنثی با عناصر دیگر قابلیت واکنش ندارند پس به منظور حذف گازهای فعال مانند اکسیژن و نیتروژن از اطراف قوس و حوضچه مذاب، اکسیدها و نیتریدهای فلزی (Porosity) ایده‌آل هستند. بدین ترتیب می‌توان از شکل گرفتن تخلخل‌های گازی جلوگیری نمود. تخلخل‌های گازی، اکسیدها و نیتریدهای فلزی، عیوبی هستند که باعث کاهش خواص مکانیکی جوش از جمله مقامت به ضربه و استحکام کششی می‌شوند.

## قوس الکتریکی
قوس الکتریکی یک منبع حرارتی است که در اکثر فرایندهای جوشکاری از آن استفاده می‌شود. به دلیل اینکه تولید آن ساده و ارزان بوده و انرژی حرارتی آن نسبت به سایر منابع دیگر بالاتر است، کاربرد گسترده‌ای دارد.
قوس، تخلیه بار الکتریکی بین دو الکترود در توده‌ای از گاز یونیزه شده‌است. این توده گاز، رسانای جریان الکتریسیته است یعنی جریان الکتریکی به وسیلهٔ این گاز رسانا شده، عبور می‌کند و یک حوزه حرارتی را تشکیل می‌دهد. در جوشکاری با الکترودهای پوشش‌دار ایجاد توده گاز یا پلاسما ممکن است در اثر تجزیه عناصر موجود در پوشش الکترود باشد. در پوشش الکترودها عناصری وجود دارد از قبیل سدیم و پتاسیم که ولتاژ یونیزاسیون این عناصر پایین است به عبارت دیگر با انرژی کمتری یونیزه می‌شوند. هنگام تماس الکترود با قطعه کار یک اتصال کوتاه رخ داده و مقداری انرژی حرارتی تولید می‌گردد بنابراین جزئی از سدیم یا پتاسیم موجود در پوشش الکترود یونیزه شده و با دور کردن الکترود از قطعه کار به ترتیب اولین، دومین، سومین، و nامین اتم سدیم یا پتاسیم یونیزه می‌شوند.
در این حالت مقدار بیشتری انرژی حرارتی تولید می‌گردد که می‌تواند گازهای موجود در اتمسفر مثل اکسیژن و ازت را نیز تجزیه کرده و بعد یونیزه کند. بدین ترتیب می‌توان گفت در یک لحظه معین، در این محیط کوچک، احتمال وجود هر چهار شکل ذره (مولکول، اتم، یون و الکترون) وجود دارد که جهت حرکت الکترون‌ها از قطب منفی به قطب مثبت و جهت حرکت یون‌ها از قطب مثبت به قطب منفی است.
مولکول‌ها و اتم‌ها نیز جهت حرکت مشخصی ندارند ولی به دلیل اینکه در یک محیط پر انرژی قرار دارند، تحرک و شتاب زیادی دارند در نتیجه انرژی حرارتی تولید شده در قوس در اثر دو عامل است: اول اینکه الکترون‌ها در هنگام حرکت، انرژی خود را به انرژی حرارتی تبدیل می‌کنند و دوم اینکه در اثر تصادم این ذرات با یکدیگر مقداری انرژی تولید می‌گردد و در نهایت در قوس الکتریکی در فشار یک اتمسفر درجه حرارتی حدود ۶۰۰۰ درجه سانتیگراد (در بخار آهن) تا ۲۰۰۰۰ درجه سانتیگراد (برای قوس تنگستن) ایجاد می‌شود.

## تجهیزات مورد نیاز در جوشکاری TIG
- منبع تغذیه (Power Source):

در فرایند جوشکاری TIG می‌توان از هر دو نوع مولد جریان برق: مستقیم (DC) و متناوب (AC) بهره جست. منابع قدرت عمدتاً ترانسفورماتور – یکسوساز یا ژنراتور هستند.

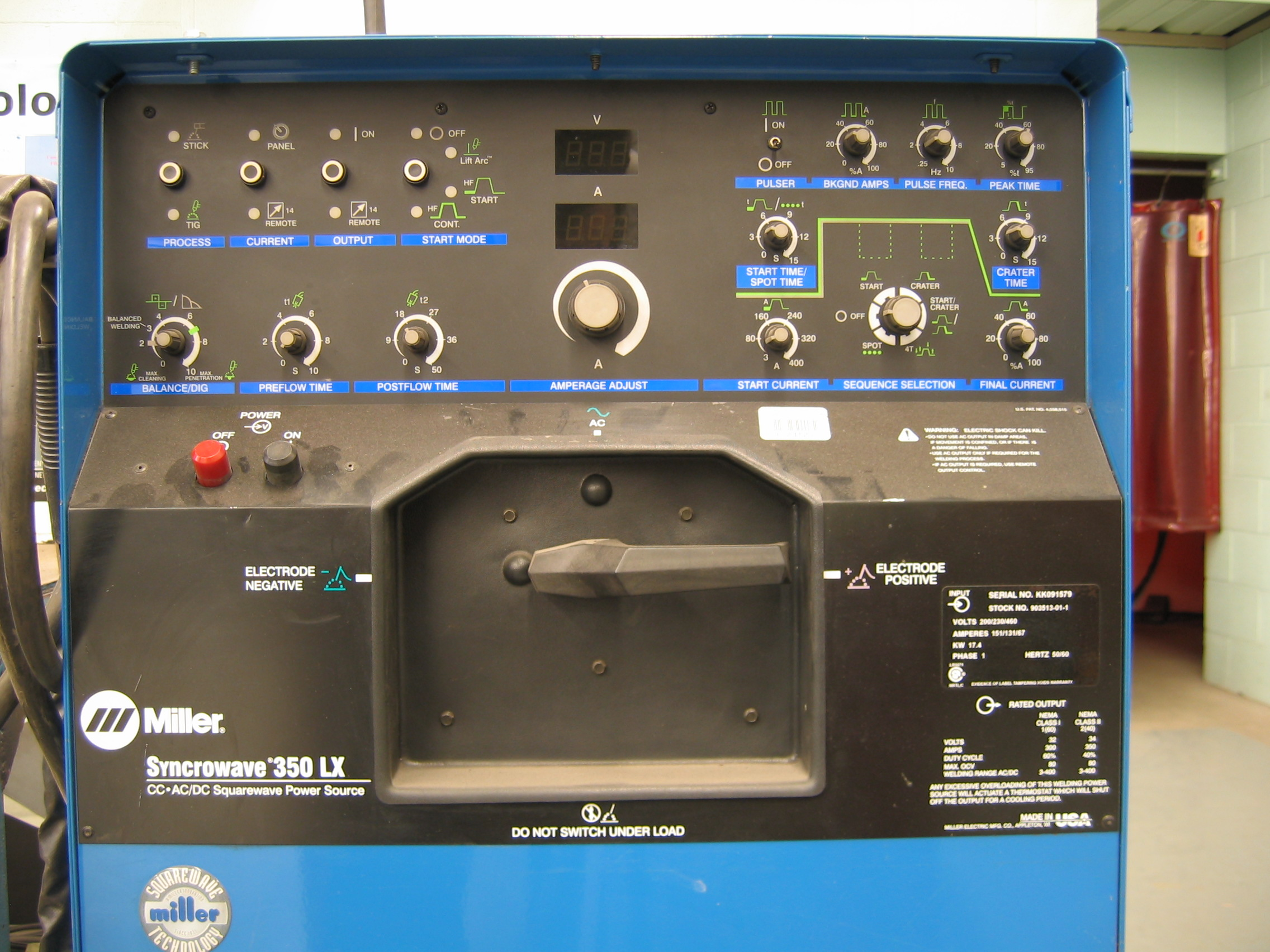
منبع تغذیه جوشکاری TIG

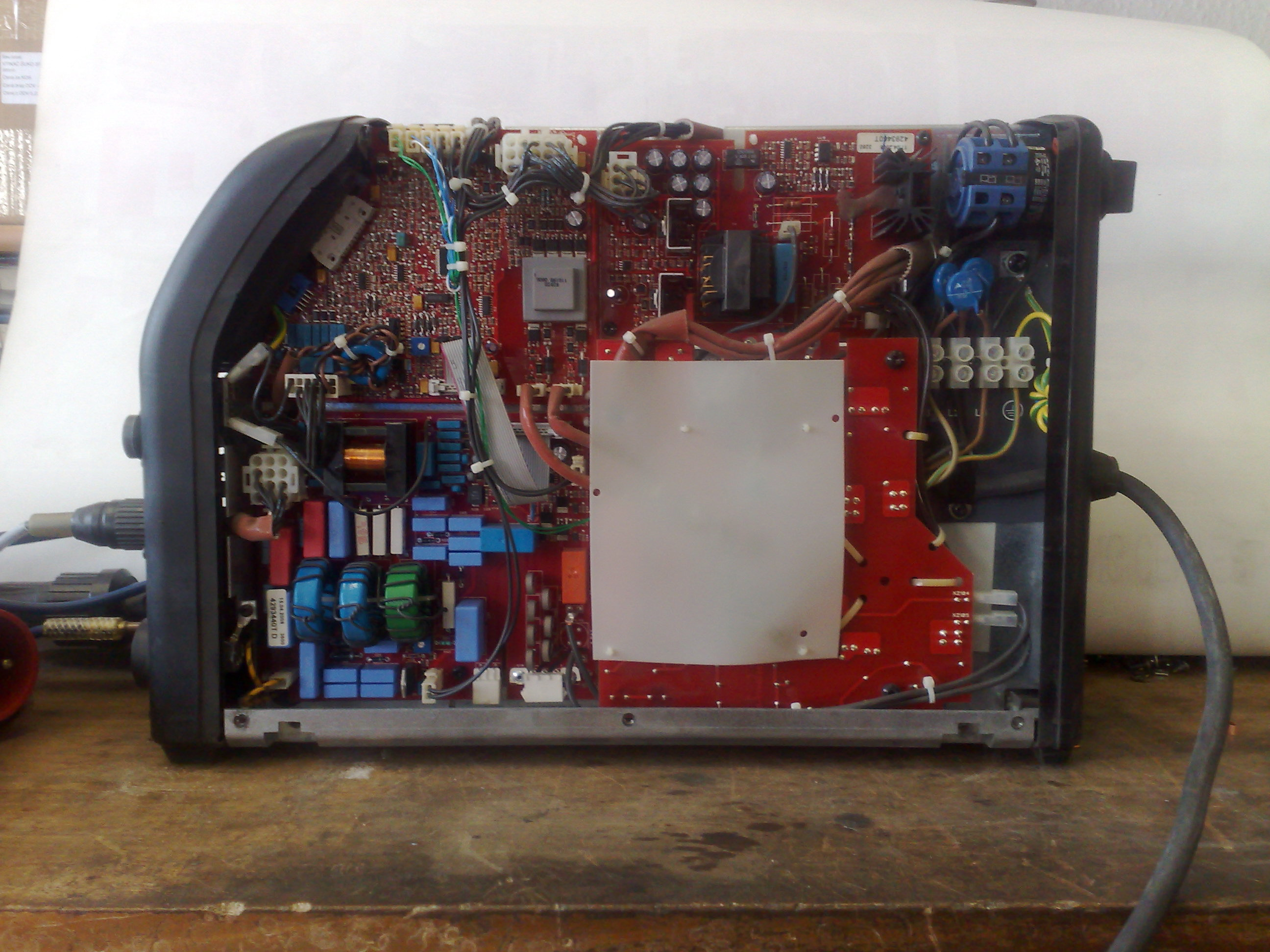
داخل یک منبع تغذیه سوییچینگ

- سیلندر گاز محافظ: کپسول فلزی حاوی گاز محافظ است. فشار گاز داخل کپسول در هنگام پر بودن حدود ۱۵۰ تا ۲۰۰ bar است.
- رگولاتورها (فلومتر و مانومتر): برای کاستن از فشار خروجی گاز از کپسول و تنظیم شدت خروجی گاز محافظ از مشعل مورد استفاده قرار می‌گیرد. معمولاً میزان دبی گاز مصرفی بستگی به نوع طرح اتصال، زاویه مشعل، نوع نازل (nozzele) و شماره سرامیکی بوده و بین محدوده ۳ تا ۸ لیتر بر دقیقه است.
- شیلنگ و بست‌های گاز: برای هدایت گاز محافظ از سیلندر به مشعل مورد استفاده قرار می‌گیرد.
- مشعل مخصوص جوشکاری (Torch): مشعل جوشکاری آرگون در واقع جریان برق را که از رکتیفایر به وسیلهٔ کابل می‌آید را به الکترود تنگستن و گاز محافظ را به محدوده قوس و حوضچه مذاب هدایت می‌کند. مشعل‌ها عموماً به وسیلهٔ آب یا به وسیلهٔ هوا خنک می‌شوند. مشعل‌هایی که کاربرد آن‌ها در شدت جریان‌های کم (زیر ۲۰۰ آمپر) و کوتاه مدت است، به وسیلهٔ هوا و جریان گاز محافظ خنک می‌شوند؛ ولی مشعل‌هایی که درجریان‌های بالا و بلند مدت مورد استفاده قرار می‌گیرد، سیستم خنک‌کننده آن‌ها گردش آب است زیرا به علت گرمای بسیار زیاد که در جوشکاری با آمپراژ بالا پدید می‌آید، گاز محافظ به تنهایی قادر به خنک کردن مشعل نیست.

- کابل‌های اتصال

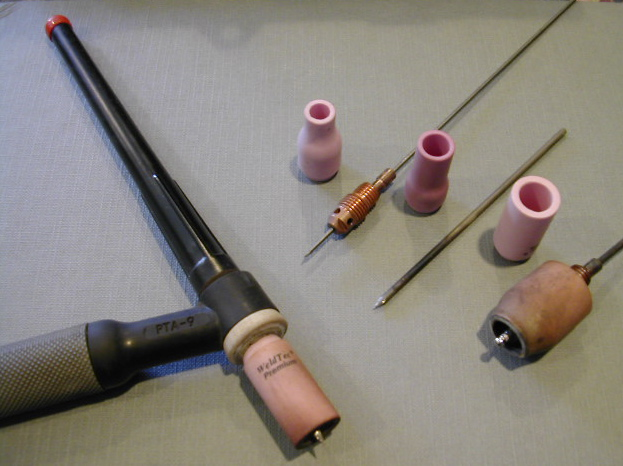
مشعل مخصوص جوشکاری

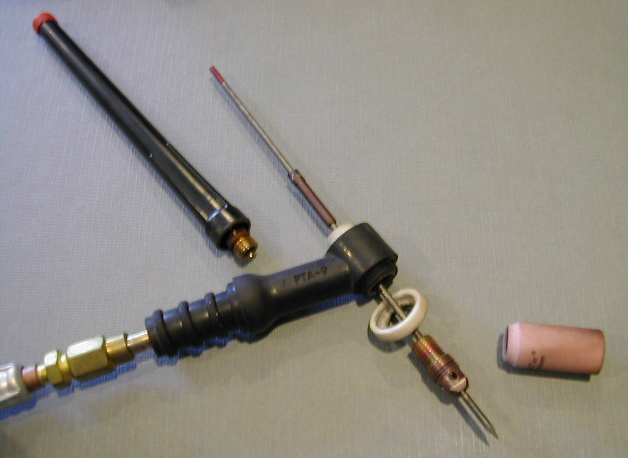
اجزا مشعل جوشکاری

- الکترود تنگستن :الکترودهای تنگستن که در فرایند TIG به کار می‌روند، در گروه الکترودهای ذوب نشدنی قرار دارند و طبق استاندارد AWS A۵٫۱۲، ترکیب شیمیایی آن‌ها به صورت زیر است:

1. EWP: الکترود تنگستن خالص
2. EWTH: الکترود تنگستن – توریم (حاوی ۱ تا ۲ درصد اکسید توریم یا توریا)
3. EWZR: الکترود تنگستن – زیرکونیم (حاوی ۰٫۱۵ تا ۰٫۴ درصد اکسید زیرکونیوم یا زیرکونیا)
4. EWLA-۱: الکترود تنگستن – لانتانیوم (حاوی ۱ درصد اکسید لانتیوم یا لانتیا)
5. EWCE-۲: الکترود تنگستن – سریم (حاوی ۲ درصد اکسید سریم یا سریا)

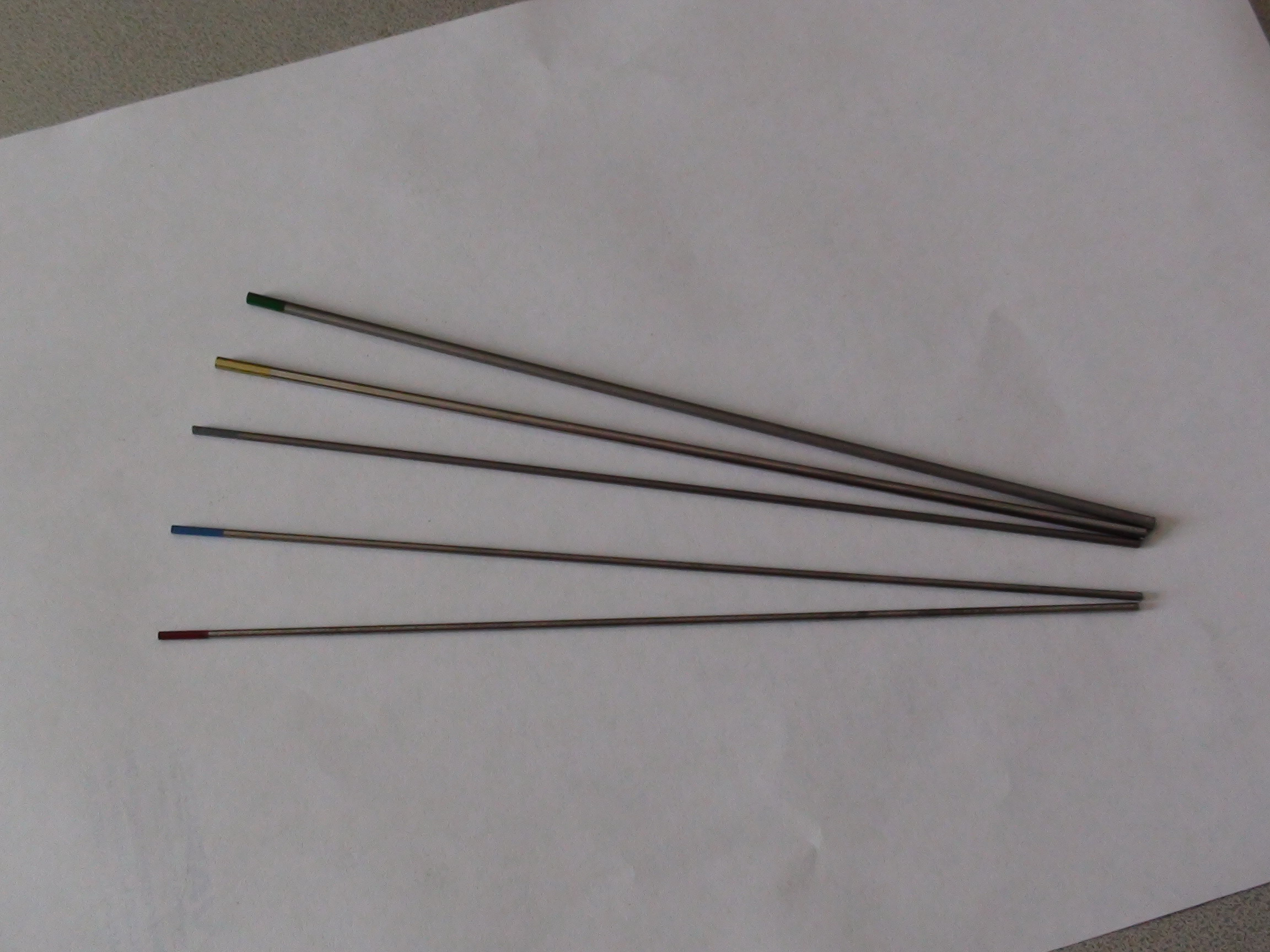
انواع الکترودهای تنگستنی

الکترودهای تنگستن معمولاً در قطرهای ۰٫۲۵ تا ۶٫۳۵ میلی‌متر و طول ۷۶ تا ۶۱۰ میلی‌متر ساخته می‌شوند. الکترودهای تنگستن خالص نسبت به سایر الکترودها ارزان‌تر بوده، ظرفیت حمل الکتریسیته کمتری دارند، عمر آن‌ها کوتاه‌تر بوده و فقط قابل استفاده با جریان AC باشند. از این الکترودها در مواردی که حساسیت کار کمتر است استفاده می‌شود. اگر از الکترود تنگستن خالص در شدت جریان‌های بالا استفاده شود امکان تحلیل رفتن تدریجی آن وجود دارد.
الکترودهای تنگستن توریم دار، ظرفیت حمل الکتریسیته بالاتری دارند و عمر آن‌ها طولانی است. شروع قوس با این الکترودها راحت‌تر بوده و ثبات قوس بیشتری ایجاد می‌کنند (چون خروج الکترون‌ها راحت‌تر صورت می‌گیرد). از این الکترودها غالباً در جریان DC استفاده می‌شود.
الکترودهای زیرکونیوم دار بهترین نوع الکترود برای جوشکاری آلومینیم و منیزیم هستند. این الکترودها تقریباً مزایای هر دو الکترود قبلی را دارا هستند. زمانی که از این الکترودها در جریان AC استفاده می‌شود، پایداری قوس الکترودهای EWP در جریان AC، به همراه ظرفیت حمل جریان و شروع قوس خوب در الکترودهای EWTH مشترکاً فراهم می‌آید.
- الکترودهای تنگستن با رنگ‌های یک سر آن‌ها طبق طبقه‌بندی زیر شناخته می‌شوند:

1. سبز: تنگستن خالص …AWS Classification: EWP
2. نارنجی: تنگستن با ۲ درصد سریم…AWS Classification: EWCE-۲
3. سیاه: تنگستن با ۱ درصد لانتانیوم …AWS Classification: EWLA-۱
4. زرد: تنگستن با ۱ درصد توریم …AWS Classification: EWTH-۱
5. قرمز: تنگستن با ۲ درصد توریم …AWS Classification: EWTH-۲
6. قهوه‌ای: تنگستن با ۱ درصد زیر کونیوم…AWS Classification: EWZR-۱
7. خاکستری: غیر از عناصر بالا… AWS Classification: EWG

در جوشکاری TIG انتخاب صحیح قطر الکترود، بستگی کامل به شدت جریان و نوع جریان (AC or DC) خواهد داشت.
- سیم جوش (Filer Metal): اکثر فلزات و آلیاژها را می‌توان با روش TIG جوشکاری نمود بنابراین انتخاب سیم جوش یکی از عمده‌ترین مسائل است. در زیر سیم جوش‌های مختلف در فرایند TIG مطابق با استاندارد AWS طبقه‌بندی شده‌اند. برای هر گروه در AWS به‌طور کافی دربارهٔ طریقه کاربرد، ترکیب شیمیایی، نوع جریان و مقدار آن، قطر سیم جوش و غیره داده شده‌است. طول سیم جوش‌ها معمولاً ۶۱ سانتی‌متر یا ۹۱ سانتی‌متر است و برای دستگاه‌های نیمه اتوماتیک و اتوماتیک به صورت کلافی موجود است.
- طبقه‌بندی انواع سیم جوش مطابق استاندارد AWS در فرایند TIG:

1. سیم جوش و الکترود مس و آلیاژهای مس … AWS Specification Number: A۵٫۷
2. برای فولادهای کرمی و کرم نیکلی مقاوم به خوردگی .. AWS Spesification Number: A۵٫۹
3. سیم جوش‌های مخصوص آلومینیم و آلیاژ آلومینیم…AWS Specification Number: A۵٫۱۰
4. سیم جوش‌هایی که برای عملیات سطحی به کار می‌روند.. AWS Specification Number: A۵٫۱۳
5. سیم جوش‌های مخصوص نیکل و آلیاژهای نیکل…AWS Specification Number: A۵٫۱۴
6. سیم جوش‌های مخصوص تیتانیم و آلیاژهای تیتانیوم…AWS Specification Number: A۵٫۱۶
7. سیم جوش برای فولادهای کربنی … AWS Specification Number: A۵٫۱۸
8. سیم جوش‌های مخصوص آلیاژهای منیزیم …AWS Specification Number: A۵٫۱۹
9. سیم جوش‌های مخصوص آلیاژهای زیرکونیم …AWS Specification Number: A۵٫۲۴

## عیوب متداول در جوشکاری TIG
- ناخالصی تنگستن (Tungestan Inclusion)

زمانی که از تکنیک‌های نامناسب جوشکاری استفاده شود احتمال حبس ذرات تنگستن در فلز جوش وجود دارد.
علل اصلی به وجود آمدن این عیب عبارتند از:
1. تماس نوک الکترود تنگستن با حوضچه مذاب.
2. تماس سیم جوش با الکترود تنگستن داغ.
3. عبور شدت جریان بیش از اندازه از الکترود تنگستن.
4. آلوده شدن نوک الکترود از طریق جرقه‌های ساطع شده از حوضچه مذاب.
5. زیاد بودن طول مؤثر الکترود (فاصله نوک الکترود تا کولت) که موجب داغ شدن بیش از حد الکترود می‌شود.
6. ناکافی بودن دبی گاز محافظ یا وزش باد در محیط جوشکاری و در نتیجه اکسید شدن نوک الکترود.
7. نامر غوب بودن الکترود تنگستن.
8. استفاده از گاز محافظ نامناسب مانند آرگون + کربن دی‌اکسید

- عیوب ناشی از محافظت نامناسب گاز به وجود می‌آید:

1. ناخالصی تنگستن
2. خلل و فرج(Porocity)
3. فیلم‌های اکسیدی در نتیجه ذوب ناقص و حبس ناخالصی‌های اکسیدی

کلیه عیوب فوق موجب کاهش خواص مکانیکی از جمله کاهش استحکام کششی و مقاومت به ضربه می‌شوند.
برخی از علل به وجود آمدن خلل و فرج در جوش عبارتند از:
1. کم بودن دبی گاز محافظ.
2. زیاد بودن بیش از اندازه گاز محافظ، در نتیجه جریان گاز از حالت آرام یا لمینار به متلاطم یا توربولانس تبدیل می‌شود.
3. وزش باد در محیط جوشکاری و اختلال در محافظت گاز.
4. کوچک بودن دهانه شعله پوش. (قطر شعله پوش باید حداقل ۱٫۵ برابر پهنای سطح جوش باشد)
5. زیاد بودن طول قوس یا زیاد بودن فاصله شعله پوش تا حوضچه مذاب.

- ناخالصی‌های اکسیدی (اکسید Inclusion)

ناخالصی‌های اکسیدی در بطن جوش، محل تمرکز تنش بوده و موجب کاهش استحکام و مقاومت به ضربه جوش می‌شوند. در فرایند TIG قبل از شروع به جوشکاری باید لایه‌های اکسیدی را از روی محل اتصال و سیم جوش برطرف کرد. این امر مخصوصاً در آلومینیوم و آلیاژهای آن به علت نقطه ذوب بالای اکسید آلومینیوم (۲۰۵۰ درجهٔ سلسیوس) از اهمیت ویژه‌ای برخوردار است.
1. تمیز نبودن درز جوش، وجود لایه‌های اکسید روی سیم جوش و عدم تمیزکاری بین مرحله‌ای.
2. خارج نمودن نوک داغ سیم جوش از محدوده حفاظتی گاز محافظ در هنگام جوشکاری.
3. اکسیداسیون از طرف ریشه جوش (محافظت از ریشه جوش هنگام جوشکاری فلزات حساس مانند فولادهای زنگ‌نزن الزام است) یعنی از طرف پشت قطعه کار هم باید به وسیلهٔ گاز محافظ، حفاظت شود.

- عدم ذوب (Lack Of Fusion)

برخی از علل عیوب کمبود ذوب عبارتند از:
1. کوچک بودن زاویه پخ قطعه کار که موجب عدم ذوب در ریشه اتصال می‌شود (Lack Of Root Fusion)
2. زیاد بودن پاشنه جوش (Root Face) وایجاد عدم ذوب در ریشه اتصال.
3. کوچک بودن فاصله بین دو لبه در ریشه جوش که موجب عدم ذوب در ریشه اتصال می‌شود.
4. عدم ذوب کافی در دیواره‌های اتصال به علت سرعت جوشکاری بالا و عدم تمرکز قوس در مرکز اتصال.
5. نامناسب بودن توالی پاس‌های جوشکاری و ایجاد عدم ذوب بین پاسی (Lack Of Inter Run Fusion)